# Wlassics Gyula (jogtudós)
Báró zalánkeméni Wlassics Gyula (Zalaegerszeg, 1852. március 17. – Budapest, 1937. március 30.) jogász, közjogi író, miniszter, az MTA tagja.

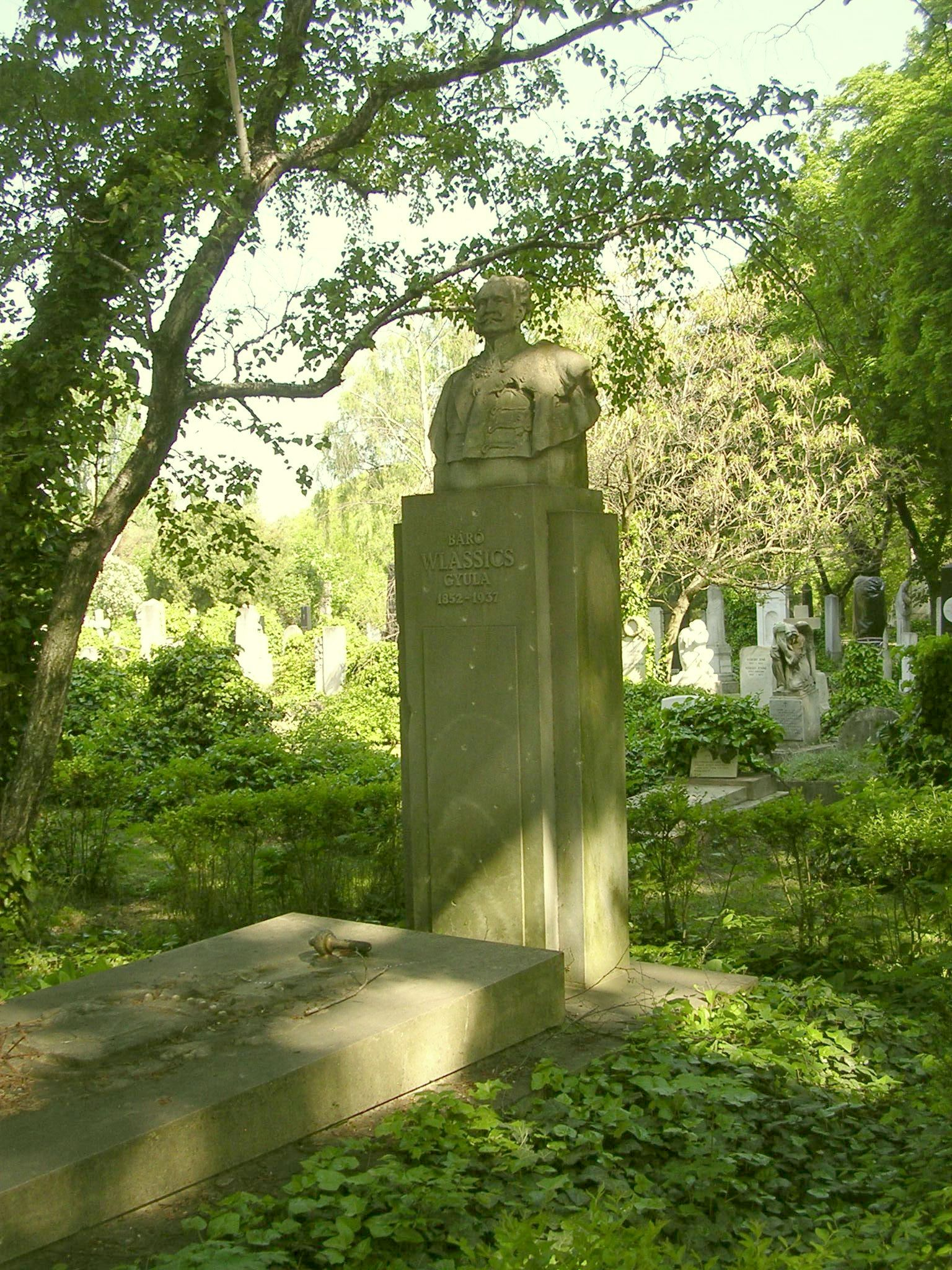
Sírja a Fiumei úti sírkertben 2005-ben (34-1-22). Alkotó: Istók János

## Élete
Édesapja nemes almási Wlassics Antal (1815–1883), nagykanizsai törvényszéki elnök, édesanyja nemes Berzseny Mária Karolina (1834–1927) volt. Az apai nagyszülei Wlassics Ferenc, soproni királyi harmincados, és nemes Chinorányi Magdolna (*1788) voltak. Az anyai nagyszülei nemes Berzseny Ferenc, földbirtokos, Nagyradán uradalmi tiszttartó, és daráspopárczi Darás Karolina (*1811) asszony voltak.
Kétéves korában a család Nagykanizsára költözött, így Wlassics itt kezdte meg tanulmányait. Az elemi után szülei a nagykanizsai piarista algimnáziumba íratták, amelyet 1862 és 1866 között kitűnő eredménnyel végzett el. Az 5. osztálytól a pesti piarista gimnáziumban végezte tanulmányait (1866–1870), majd az érettségi után a pesti és a bécsi egyetemet látogatta. Közben több európai körutat tett és a magyar történelmi irodalommal foglalkozott. A jogi diploma megszerzését követően, rövid ideig Nagykanizsán édesapja mellett törvényszéki joggyakornok, majd a budapesti táblánál segédfogalmazóként tevékenykedett. 1877-ben Perczel Béla, akkori miniszter által az Igazságügyi Minisztérium törvény-előkészítő osztályán kapott fogalmazói állást. 1882-től komáromi adóügyész, 1886-tól budapesti alügyész (később miniszteri titkár, 1896-ban budapesti helyettes királyi főügyész) lett, de ez idő alatt végig az Igazságügyi Minisztérium kodifikációs osztályán is működött. Pauler Tivadar és Fabiny Teofil megbízásából, főleg a bűnvádi eljárásról szóló, de emellett más törvényjavaslatok szerkesztésével is foglalkozott. Több alkalommal mondott vádbeszédet a sajtóbíróság előtt és tevékenyen részt vett a jogászgyűléseken is.
1890 és 1895 között a budapesti egyetemen a büntetőjog rendes tanára. 1892-ben, 1895-ben, 1896-ban és 1901-ben a Szabadelvű Párt programjával a csáktornyai választókerületben nyerte el a lakosság bizalmát. 1905-ben az Országos Alkotmánypártban Pécsett szerzett mandátumot. Az első Wekerle-kormány lemondása után a király 1895. január 15-én meghívta a vallás- és közoktatásügyi miniszteri székbe, amit Wlassics el is fogadott. Több mint nyolc évig töltötte be ezt a hivatalt (1903. november 3-áig).

## Munkássága
Részt vett Csemegi Károly mellett a büntető törvénykönyv előkészítő munkálataiban, majd Magyarország első büntető perrendtartásának megalkotásában. Foglalkozott a bűnvádi eljárás kodifikációjával, és ő készítette a királyi táblai, ügyészi és bírói szervezet módosításáról szóló tervezeteket is. 1882-ben megjelentette legfontosabb büntetőjogi művét, A tettesség és a részesség tana című munkáját, melyet az Akadémia Sztrókay-díjjal jutalmazott. 1924-ben publicisztikai tevékenységével az Akadémia Bródy-díját nyerte el. A Jogállam című szakmai folyóiratnak megalakulása óta munkatársa, később szerkesztőbizottsági tagja volt. 1903–1906 között a Budapesti Tudományegyetemen a büntetőjog egyetemi tanáraként elévülhetetlen érdemeket szerzett a büntetőjog és a büntető jogtudomány reputációjának megalapozásában. 1906-ban a Közigazgatási Bíróság elnökévé nevezte ki az uralkodó. Ezt a tisztséget 1933-ig töltötte be.
Hivatala alapján 1906 és 1918 között a főrendiház tagja, ahol a közjogi és törvénykezési bizottságnak több mint egy évtizeden keresztül elnöke volt. 1918. június 22-től 1918. november 16-ig ő lett a főrendiház elnöke. A főrendiház üléseit 1918. november 16-án csupán „berekesztette”, ezt később a főrendiház újjáalakításakor jogfolytonosságnak értelmezték. Wlassics tevékenyen részt vett a felsőházi törvény előkészítésében. 1927-ben a Közigazgatási Bíróság elnökeként ismét tagja lett az újjászervezett felsőháznak és elnöknek is megválasztották. 1933 januárjában lemondott a Közigazgatási Bíróság elnöki tisztéről, s ezzel egyidejűleg a kormányzó a felsőház élethossziglani tagjává nevezte ki, így 1935-ig elnöke, haláláig tagja volt a felsőháznak. Miniszterként ő képviselte a főrendiházban a vallás szabad gyakorlásáról és az izraelita vallás recepciójáról (el-, befogadás) szóló javaslatot, amely a Wekerle-kormány alatt megbukott. Része volt a három év (1895–1898) alatt 600 népiskola létrehozásában, az egyetemen a bölcsészeti, a gyógyszerészi, illetve az orvosi szakok nők számára is történő megnyitásában. Az előoktatás céljára három leánygimnáziumi tanfolyam megnyitását engedélyezte.
Megindította a múzeumok és a könyvtárak egységes országos szintű szervezésének megalakítását és a szabadságharc emlékeit magába foglaló 1848/49-es ereklyemúzeumot, értékeit megőrzendő, magánkézből állami tulajdonba vette. Mind ezzel, mind a Münchenből visszaérkezett, híres Hunyadi-levéltár anyagával a Nemzeti Múzeumot gazdagította. Olyan törvényjavaslatot terjesztett az Országgyűlés elé, amely szerint a Magyarországon nyomtatott, vagy kiadott nyomdatermékekből a nyomtató, illetve a kiadó egy-egy példányt köteles ingyen beszolgáltatni a Magyar Nemzeti Múzeumnak és a Magyar Tudományos Akadémiának (az ún. kötelespéldányt ma az Országos Széchényi Könyvtár kapja). Ezt az Országgyűlés el is fogadta és törvénnyé emelte.
Számos testületben, egyesületben tag, vagy elnök volt. Többek között az Interparlamentáris Unió magyar csoportja, 1923-tól a hágai Állandó Választott Bíróság, 1928-tól a párizsi Nemzetközi Diplomáciai Akadémia tagja. A Nemzetközi Büntetőjogi Egyesület Magyar csoportjának elnöke, a Vámszövetség Választott Bíróságának kijelölt elnöke, a Hatásköri Bíróság elnöke (három évenkénti ciklusokban felváltva), a Magyar Paedagogiai Társaság, a Múzeumi és Művészeti Tanács tagja, a Múzeumok és Könyvtárak Országos Tanácsának és Országos Szövetségének elnöke, a Külügyi Társaság társelnöke 1920-tól haláláig.
A millennium alkalmával tervezett Szépművészeti Múzeum felállítása mellett művészeti programjának fő pontja volt egy magyar képzőművészeti akadémia megalapítása, melynek szervezését a művészvilág lelkesen támogatta. 1897-ben felszólította az MTA-t a magyar nyelv szótárának átdolgozására. A katolikus papság kongruájának és egyéb felekezetek lelkészei fizetésének rendezése végett kimerítő törvényjavaslatot dolgozott ki. Tagja volt a lengyel–magyar kapcsolatok ápolását célul tűző Magyar Mickiewicz Társaságnak.
1937. március 30-án halt meg Budapesten.

## Díjai, elismerései
A király 1896-ban valóságos belső titkos tanácsosi méltósággal, 1897-ben pedig az első osztályú Vaskorona-renddel tüntette ki. A Lipót-rend nagykeresztjét 1903-ban, az MTA nagydíját 1921-ben kapta meg. 1914. december 21-én Munkács díszpolgárává választották. 1916-ban bárói rangot kapott. 1926-ban a Magyar Érdemrend nagykeresztjét, 1930-ban a Magyar Corvin-láncot is megkapta. 1886. május 6-ától az MTA levelező, 1892. május 5-étől rendes, 1901. május 10-től igazgató tagja, 1898. május 6-ától 1901. május 10-ig másodelnöke volt. Irodalmi munkásságát az MTA nagyjutalmával ismerték el 1920-ban. Számos magyar város és falu díszpolgárává választotta, és számos kulturális intézet, egyesület tiszteletbeli tagságával tüntette ki.

## Munkái
- A hatásköri összeütközés ügye. Nagykanizsa: Wajdits, 1880. 20 p.
- A bűnvádi eljárás alapelvei: válaszul a szaktanácskozmány elé terjesztett kérdőpontokra. Budapest: Kilián Frigyes, 1885. 84 p.
- A bűnkísérlet és a bevégzett bűncselekmény: a tettesség és részesség tana. Budapest: M. Tud. Akad.., 1885-1887.
  - 1. kötet: A tettesség és részesség tana. 1885. [8], 580 p.
  - 2. kötet: A bűnkisérlet és bevégzett bűncselekmény tana. 1887. IX, 469 p.
- A bűnkísérlet és bevégzett bűncselekmény : a tettesség és részesség tana, Budapest, 1885
- Dr. Wlassics Gyula képviselőjelölt programmbeszéde Nagy-Kanizsán 1892. jan. 17-én. Nagy-Kanizsa: Wajdits és Danielsz Ny. 1892. [1], 15 p.
- A tettesség és részesség tana, Budapest, 1893
- A hatásköri összeütközések bíróságáról szóló törvényjavaslat: előadói tervezet. Budapest: Pesti Ny. 1895. 24 p.
- Az 1867:XII.t.-cz. jogi természete. Budapest: Franklin-Társulat, 1911. 41, 41, [37] p.
- Deák Ferenc. Budapest: Wodiáner, [1912], 74 p.
- Múzeumok és könyvtárak: a Múzeumok és Könyvtárak Országos Szövetségének Temesváron, Budapesten, Pécsett, Szombathelyen, Nagyenyeden, Szegeden és Nagyváradon tartott közgyűlésén Wlassics Gyula elnöki beszédei. Budapest: Franklin, 1913. 132 p.
- Önkormányzat és felügyeleti jog. Budapest: Jogállam K., 1914. 16 p.
- A német világpolitika. Budapest: Franklin, 1915. 38 p.
- A hadifogoly és a nemzetközi jog. Budapest: Franklin Ny., 1915. 30 p.
- Az ausztriai közjogi irodalom és Magyarország : Jäger, Tezner és a közös intézmények czímere / Wlassics Gyula. - Budapest : Jogállam K., 1916. 15 p.
- A semlegesség a világháborúban. Budapest: Franklin, 1917. 89 p.
- Az udvartartás jogi természete. Budapest: Franklin, [1917]., 48 p.
- A koronázási hitlevél jogi természete és az új hitlevél. Budapest: Jogállam K., 1917., 15 p.
- A tízéves hatásköri bíróság. Budapest: Franklin, 1918. 23 p.
- L'intégrité territoriale de la Hongrie et la Société des Nations. Budapest: Ligue pour l'intégrité territoriale de la Hongrie, 1919. 14 p.
- The territorial integrity of Hungary and the league of nations, Budapest, 1919 (Online)
- A kisebbségi védelem anyagi és alaki joga. Budapest: M. Külügyi Társ., 1922. 17 p.
- The right of self-determination : the protection of the national minorites: reply given in 1919 to the questions of the "central organisation for durable peace". Budapest : F. Pfeifer, 1922. 55 p.
- Deák Ferenc. Budapest: Franklin, 1923. 169 p.
- Báró Wlassics Gyula székfoglaló beszéde a Felsőháznak 1927. évi jan. 31-én tartott ülésén. Budapest: Athenaeum, 1928. 12 p.